# Кінотеатр «Дружба» (Суми)
Кінотеатр «Дружба» — комунальний кінотеатр у місті Суми на 800 місць, зведений 1972.

## Загальна інформація
Кінотеатр «Дружба» розташований у спеціально зведеному приміщенні за адресою: проспект Шевченка, буд. 20, м. Суми, Україна. 
Форма власності закладу — комунальна.
Дизайн, облицьовування стін і стелі створюють хорошу акустику. Кінотеатр має просторе фоє, у якому влаштовано зимовий сад. У приміщенні працює бар. Територія (майданчик) перед будівлею закладу впорядкована — влаштовані квіткові клумби, розставлені інформаційні щити.

## Історія та сьогодення
Кінотеатр «Дружба» побудований 1972. Користувався репутацією поважного осередку культури і відпочинку. 
Після ліквідації СССР (у 1990—2000-ні роки) здійснено переобладнання закладу сучасною проєкційною і звуковідтворюючою апаратурою - системи Dolby Suround та технологія 3D, що забезпечує високу якість зображення і стереофонічне звучання; також підвищено комфортабельність глядацької зали — покращення сидінь і обладнання кондиціонерами.    
У теперішній час у кінотеатрі крім кіносеансів проводяться вечори відпочинку, різноманітні культурні заходи, урочистості тощо. Оскільки кінотеатр співпрацює з найкращими прокатними фірмами і відомими кінокомпаніями світу, прем'єри кінохітів тут (чи не в єдиному закладі на Сумщині) відбуваються одночасно зі столичними київськими кінотеатрами, в тому числі фільми 3D.

## Джерело-посилання
- Вебсторінка кінотеатру [Архівовано 1 квітня 2022 у Wayback Machine.] (рос.)
- Кінотеатр «Дружба» (Суми) [Архівовано 16 травня 2011 у Wayback Machine.] на Сумський міський вебпортал [Архівовано 3 травня 2021 у Wayback Machine.] (рос.)

| кінотеатр | Це незавершена стаття про кінотеатр. Ви можете допомогти проєкту, виправивши або дописавши її. |